# Une sœur
Une sœur est un roman graphique réalisé par Bastien Vivès, publié en 2017 chez Casterman.

## Synopsis
Un été, en Bretagne, en vacances avec ses parents dans leur maison de l'île aux Moines, au cœur du golfe du Morbihan, Antoine, 13 ans, voit débarquer Hélène, 16 ans, la fille d'une amie de la famille qui se remet mal d'une fausse couche. La jeune adolescente va partager la chambre et la vie d'Antoine et son jeune frère Titi. À eux trois, ils vont former une petite fratrie dans laquelle Hélène, jeune adolescente un peu angoissée, un peu perdue et un peu seule, va se sentir bien. Elle va aider Antoine à faire son éducation sentimentale et sexuelle.

## Historique
La mère de Bastien Vivès a fait une fausse couche avant sa naissance et il a toujours regretté d'avoir manqué l'occasion d'avoir une grande sœur qui aurait pu l'aider dans ses rapports avec les filles (difficiles pour cause de timidité et de surpoids) et lui donner une proximité féminine autre que celle de sa mère. Il a donc imaginé ce récit où une jeune fille fait irruption dans la vie d'un jeune adolescent et de son jeune frère pour reconstituer une relation totalement fantasmée sœur-frère. Une carte de tendre délicate et sensible.

« – Y a beau avoir plein de monde, j'ai toujours l'impression d'être toute seule.
– Même quand t'es avec nous ?
– Non, avec vous c'est chouette. »

Le personnage d'Antoine est inspiré de Bastien Vivès enfant, plutôt solitaire et passant son temps à dessiner.
Graphiquement, Vivès réalise un album en noir et blanc rehaussé de lavis de gris, avec la volonté de privilégier l'efficacité en choisissant par exemple de supprimer parfois les yeux des personnages pour ne pas parasiter la lecture et en sélectionnant avec attention les cadrages et les postures des personnages.

## Éditions
- 1re édition : Casterman, 212 pages, noir et blanc avec lavis gris, 28 cm, 3 mai 2017  (ISBN 978-2-203-14716-4)[2]
- 2e édition : Casterman, 214 pages, 20 cm, 2021  (ISBN 978-2-203-22478-0)

## Adaptation au cinéma
- En 2022, Charlotte Le Bon adapte Une sœur en réalisant et co-produisant le long métrage Falcon Lake dont elle est également scénariste[3] ; le film est présenté en avant-première à la Quinzaine des réalisateurs du festival de Cannes 2022.